# Ислам в СССР
Исла́м в СССР — вторая по количеству верующих конфессия Советского Союза. В СССР мусульмане численно преобладали в Средней Азии и Казахстане, ряде автономных республик и автономных областей Северного Кавказа и в Азербайджанской ССР. Также много мусульман проживало в некоторых местностях Поволжья, Приуралья (Татарская и Башкирская АССР), Астраханской области.
В первые годы советской власти большевики проявляли относительную терпимость к мусульманам и мусульманскому духовенству. Эта терпимость была продиктована комплексом внутри- и внешнеполитических обстоятельств, среди которых были непрочность советской власти на мусульманских окраинах и стремление большевиков экспортировать мировую революцию в мусульманские страны Востока.
После того, как советская власть была прочно установлена на национальных окраинах, населённых мусульманами, ислам разделил судьбу других конфессий Советского Союза. Власть начала широкую исламофобскую политику. В 1930-е годы большевики закрыли и разрушили большинство мечетей и физически истребили значительную часть мусульманского духовенства. Кроме того, советские мусульмане оказались в культурной изоляции, будучи практически оторванными от дореволюционной письменной мусульманской традиции и от зарубежных единоверцев. Это произошло в результате принудительного перевода письменности мусульманских народов СССР с арабской графики сначала на латиницу, а затем на кириллицу. Развитая система легального мусульманского образования была к концу 1930-х годов полностью ликвидирована. Часть арабографичных религиозных книг была изъята и уничтожена.
Во время Великой Отечественной войны деятельность мусульманского духовенства была фактически легализована. Некоторые мечети вновь были открыты для верующих. В конце 1940-х — 1980 годах советский Ислам существовал в двух вариантах. Первым было официально зарегистрированное мусульманское духовенство (около 400—500 служителей культа на СССР), которое было объединено в четыре Духовных управления мусульман, служило в немногочисленных зарегистрированных властями мечетях и несло те же тяготы, что и зарегистрированные служители других конфессии: платило большие (намного выше, чем остальное советское население) налоги, добровольно-принудительные взносы в Фонд мира, издавало обращения к верующим по указанию советских властей, а также должно было по указанию КГБ вести за рубежом просоветскую пропаганду. В обмен на лояльность руководству духовных управлений и узкому кругу приближённых лиц позволялось совершать хадж и выезжать на различные мероприятия за рубеж. Мусульманское образование в СССР большую часть послевоенного периода было представлено одним медресе (в Бухаре) и одним исламским институтом (в Ташкенте). Открывать другие медресе власти не разрешали.
Мусульманская печать была представлена большую часть послевоенного периода одним пропагандистским журналом «Мусульмане Советского Востока», ориентированным прежде всего на иностранцев. Издание мусульманской духовной литературы вне стен Духовных управлений было под запретом. Всё это сформировало специфическую «систему» сосуществования официально зарегистрированных организаций и нелегальных мусульманских сообществ и лидеров (большинство из них причисляли себя к носителям суфийской традиции — ишанам, шейхам), а также специфических религиозных практик (посещение т. н. святых мест — мазары, авлия и пр.).
Параллельно с официальными мусульманскими структурами в СССР существовало многочисленное нелегальное (то есть незарегистрированное властями) духовенство. В официальных советских документах оно значилось как «бродячие муллы». Численность «бродячих мулл» значительно (по официальным оценкам более, чем в 10 раз) превышало количество официальных мусульманских духовных лиц в стране. В послевоенном СССР действовало множество нелегальных мечетей, в которых служили «бродячие муллы». Кроме того, в условиях фактической невозможности выехать в хадж, в СССР было очень распространено паломничество к местным мусульманским «святым местам»: могилам праведников, святым родникам, священным деревьям. С деятельностью бродячих мулл и с паломничеством к местным святым местам советские власти и (под давлением властей) официальное духовенство вели в целом безуспешную борьбу. В послевоенном СССР не было антисоветского движения со стороны официально зарегистрированного мусульманского духовенства. Большинство «бродячих мулл» в послевоенный период также не занималось антисоветской деятельностью.
В 1989 году отношение советских властей к исламу (как и к другим конфессиям) смягчилось и ряд ограничений (в частности, на обучение религии и на ввоз религиозной литературы) был ослаблен. Гласность и послабления привели к образованию исламских партий, а также к смещению верующими официального руководства в двух духовных управлениях мусульман из четырёх. Причём одно из этих управлений распалось. В период распада СССР духовные управления мусульман выступали против возникших исламских партий и политизации ислама.

## Предыстория
В состав Российской империи к началу XX века входили обширные территории со значительным мусульманским населением. По оценкам советского исламоведа Василия Бартольда, в Российской империи (включая Хивинское ханство и Бухарский эмират) к 1917 году проживали около 20 млн мусульман. Правовое положение мусульманских народов в России было различным. Татары и башкиры были близки по своим правам русским. Горцы Северного Кавказа и казахи были ограничены в правах, а жители Хивинского ханства и Бухарского эмирата вовсе не были российскими подданными. На Северном Кавказе были напряжённые отношения между мусульманами и христианами-казаками из-за земли.
Многочисленное мусульманское население Российской империи к 1917 году имело развитую сеть образовательных учреждений, множество мечетей, периодические издания. Мусульманское духовенство частью состояло на казённом жалованье и в целом было лояльно властям. Власти России поддерживали хадж, разрешали строить мечети. В мусульманских местностях сохранялись местные выборные структуры, в том числе религиозные суды.
Мусульманское население в ходе революции 1905—1907 годов в целом оставалось лояльным властям. В общеимперской политической жизни мусульмане были представлены небольшой фракцией в Государственной думе. Много мусульман (в том числе духовных лиц) в начале XX века, активно поддерживало русское монархическое движение.
С конца XIX века среди российского мусульманского духовенства появляется движение джадидов, которые стремились реформировать ислам. Консервативное мусульманское духовенство в начале XX века находилось в зависимости от российского правительства и активно противодействовало мусульманскому движению. Реформировать жизнь мусульман пытались и некоторые российские чиновники, стремясь интегрировать мусульман в число российских подданных.
Первая мировая война показала лояльность подавляющего большинства российских мусульман царской власти. Противником России с 1914 года была Османская империя, султан которой имел титул халифа. Власти и духовенство Османской империи пытались поднять мусульман России на борьбу против царской власти. Шейх-уль-ислам Османской империи призвал мусульман стран Антанты (в том числе и России) объявить «священную войну» своим правительствам. Однако эти призывы не были поддержаны большинством российских мусульман. Случаи коллаборационизма со стороны российских мусульман были редкими. Февральскую революцию мусульманская интеллигенция приветствовала.

## История ислама в СССР
К концу 1920 года советская власть была установлена на всех мусульманских территориях бывшей Российской империи. Исключением была лишь небольшая Карсская область, переданная Турции. Таким образом все мусульманские народы Российской империи более, чем на 70 лет — до 1991 года — непрерывно находились под властью атеистического советского режима, который никогда не скрывал своего негативного отношения к любому религиозному учению. Лишь крымские татары и некоторые горские народы Северного Кавказа оказались в годы Второй мировой войны под немецкой оккупацией. Это их пребывание вне атеистического режима оказалось очень коротким. Крымские татары были вне советской власти 2,5 года, а горские народы лишь несколько месяцев. Кроме того, после освобождения крымские татары и значительная часть бывших в оккупации горцев были депортированы в другие местности СССР. Поэтому у всех мусульманских народов успели вырасти три поколения в условиях официального атеизма.
Отношения советской власти и ислама пережили четыре этапа. На первом этапе (1917—1928 годы) центральная советская власть относилась к мусульманскому духовенству терпимо и пыталась его использовать для экспорта революции в страны Востока. На местах уже в это время начались притеснения мусульманского духовенства.
На втором этапе (с 1929 года) советская власть вела с исламом (как и с другими конфессиями) ожесточённую борьбу, в ходе которой большинство мечетей было разрушено, значительная часть служителей культа была репрессирована. Прекратились хадж и паломничество к святым шиитским местам. Исчезло мусульманское книгоиздание, не выходили мусульманские периодические издания. Были ликвидированы все легальные мусульманские (как и все религиозные) образовательные учреждения.
Третий этап (1944—1989 годы) характеризуется прекращением уничтожения мусульманского духовенства и созданием четырёх полностью подконтрольных советским властям Духовных управлений мусульман. В этот период мусульманское духовенство (как и служители других конфессий) было вынуждено платить высокие налоги, перечислять добровольно-принудительные взносы в Фонд мира. После короткого послевоенного периода, строительство новых мечетей и открытие мусульманских образовательных учреждений было запрещено. В хрущёвскую антирелигиозную кампанию власти закрыли часть ранее открытых мечетей, запретили паломничества к мусульманских святым местам, расположенным в СССР. В итоге в 1970-е - 1980-е годы советские мусульманские организации действовали (как и другие религиозные организации) в строго ограниченных рамках. У советских мусульман в этот период были несколько сотен зарегистрированных мечетей, один журнал («Мусульмане Советского Востока»), ограниченное книгоиздание, одно медресе и один исламский институт. Разрешался хадж, но очень небольшим (несколько десятков в год) группам паломников. Одновременно существовал и подвергался умеренным преследованием неофициальный ислам: множество святых мест, тысячи «бродячих мулл». «Бродячие муллы» работали не только в местах компактного проживания мусульман, но и в местах с сравнительно небольшим мусульманским населением. Нередко «бродячие муллы» выступали помощниками официальных мулл.
Четвёртый этап (1989—1991 годы) — распад Духовных управлений мусульман, ослабление гнёта со стороны властей, начало массового строительства мечетей и рост численности официально зарегистрированного духовенства. Одновременно происходит расширение контактов с единоверцами за рубежом.

## Официальные мусульманские духовные объединения
В послевоенном СССР существовали 4 официальные мусульманские организации — духовные управления мусульман. Они были формально независимы друг от друга и созданы по географическому принципу. Данные о количестве мечетей по духовным управлениям мусульман на 1952 год следующие::
- Духовное управление мусульман Средней Азии и Казахстана — 152 мечети;(10 из них,Уйгурские)
- Духовное управление мусульман Северного Кавказа — 50 мечетей;
- Духовное управление мусульман Европейской части СССР и Сибири — 129 мечетей;
- Духовное управление мусульман Закавказья — 20 мечетей.

Вне территории официальных мусульманских организаций остался Дальний Восток. Там до Второй мировой войны существовали небольшие мусульманские общины во Владивостоке, Хабаровске, Благовещенске и Зее. В 1947 году мусульмане Хабаровска ходатайствовали о регистрации своей общины, но получили отказ. Поэтому дальневосточные мусульманские общины в послевоенный период действовали нелегально.
В 1945—1949 годах Председатель Совета по делам религиозных культов И. В. Полянский неоднократно предлагал создать в Москве всесоюзный мусульманский центр, объединяющий все духовные управления мусульман СССР. Против этой идеи выступило руководство Туркменской ССР, а власти Таджикской ССР предложили создать два всесоюзных мусульманских центра — суннитский в Ташкенте и шиитский в Баку. В 1949 году против этой идеи выступил К. Е. Ворошилов. В итоге общесоюзный мусульманский центр так и не был создан.
Все мусульманские духовные управления в послевоенный период находились под контролем властей и были вынуждены издавать фетвы по «рекомендациям» советских органов.

### Среднеазиатское духовное управление мусульман (САДУМ)
Духовное управление мусульман Средней Азии и Казахстана (САДУМ) располагалось в Ташкенте. Оно было самым крупным мусульманским духовным управлением СССР по числу духовенства и верующих и в послевоенный период было призвано играть роль «витрины советского ислама». Его председатель имел звание муфтия. Большинство мусульман, входивших в него, были ханафитами. Все председатели САДУМ были узбеками. САДУМ управляла династия Бабахановых, передавая должность от отца к сыну. В 1989 году эту должность занимал Шамсиддин Бабаханов.
В САДУМ находились (на 1948 год) 183 мечети:
- Узбекская ССР — 79 мечетей;
- Киргизская ССР — 36 мечетей;
- Казахская ССР — 28 мечетей;
- Таджикская ССР — 23 мечети;
- Туркменская ССР — 17 мечетей.

САДУМ почти весь послевоенный период было единственным советским духовным управлением мусульман, которое имело образовательные учреждения для подготовки служителей культа. Кроме того, САДУМ издавало единственные в СССР мусульманские религиозные журналы. САДУМ находилось как и остальные духовные управления под полным контролем советских властей. По указанию советских властей САДУМ выпустило фетвы, в которых в частности утверждалось следующее:
- Честная работа — мусульманская добродетель;
- При советском образе жизни нет необходимости в таких расходах как сбор денег в пользу бедных, жертвенный забой скота во время праздника Курбан-хаит, благотворительный ужин в честь окончания дневного поста в Рамадан;
- Рамадан необязателен для занятых физическим трудом;
- Неисламскими и осуждаемыми являются посещение святынь, обращение к умершим с просьбой о помощи, ношение паранджи, а также чрезмерные затраты на туй.

### Духовное управление мусульман Европейской части СССР и Сибири
В 1948 году на IV Всероссийском съезде мусульманского духовенства Центральное духовное управление мусульман РСФСР было переименовано в Духовное управление мусульман Европейской части СССР и Сибири. Съезд принял новый устав, который лишал Управление целого ряда полномочий:
- Права выдачи разрешений на открытие новых приходов;
- Образования мухтасибатов;
- Ведение метрических книг;
- Открытия духовных школ и курсов подготовки служителей культа;
- Проведение мероприятий по улучшению материального положения мусульманского духовенства.

Духовное управление пыталось контролировать финансовые доходы мечетей. 25 февраля 1952 года на заседании Президиума Духовного управления мусульман Европейской части СССР и Сибири было принято решение о назначении имамам твёрдых окладов на следующих условиях:
- Имам должен ежедневно в специальной тетради фиксировать все денежные доходы (включая пожертвования);
- В конце месяца мулла сдаёт всю наличную сумму в кассу мотавалиата и из неё получает свой оклад.

Это духовное управление было ханафитским по религиозному составу. Резиденция председателя Духовного управления (он имел духовное звание муфтия) располагалась в Уфе. Все председатели были татарами. В 1989 году эту должность занимал Талгат Таджуддинов. Он был лоялен властям. В своих проповедях Таджутддинов утверждал в частности, что «участие в общественном производстве также является намазом, то есть исполнением религиозного долга».
В ведении Духовного управления мусульман Европейской части СССР и Сибири по состоянию на 1952 год было 129 зарегистрированных мечетей, а по состоянию на 1988 год — 211 мечетей.
15 января 1991 года Президиум Духовного управления мусульман Европейской части СССР и Сибири принял решение о создании внутри управления территориальных округов (мухтасибатов). Мухтасибы получили широкие полномочия — в том числе право вести переговоры с зарубежными спонсорами и заключать соглашения с местными властями. По сути это были автономные образования внутри Духовного управления.

### Духовное управление мусульман Закавказья (ДУМЗАК)
Глава Духовного управления мусульман Закавказья (ДУМЗАК) носил звание шейх-уль-ислама, был шиитом и азербайджанцем. На 1989 года эту должность занимал Аллахшукюр Паша-заде. Его первым заместителем (в звании муфтия) был суннит-ханафит

### Духовное управление мусульман Северного Кавказа
Духовное управление мусульман Северного Кавказа (ДУМСК) было создано в 1944 году. На это время пришлась депортация с Кавказа значительной части мусульманских народов — балкарцев, чеченцев и ингушей, карачаевцев (возвращены во второй половине 1950-х годов). В этих условиях большинство мусульман Северного Кавказа в конце 1940-х — начале 1950-х годов составляли дагестанцы. Резиденция председателя ДУМСК также располагалась в Дагестанской АССР — сначала в Буйнакске, а потом в Махачкале. К 1989 году в ДУМСК входило более 100 мечетей, преимущественно на территории Дагестана.
Председатели ДУМСК:
- Хизри Гебеков, кумык (1944—1950);
- Магомед Курбанов, аварец (1950—1975);
- Абдулхафиз Омаров, аварец (1975—1978);
- Махмуд Геккиев, балкарец (1978—1989).

Распалось на муфтияты в 1989—1990 годах.

## Исламское образование в СССР
От дореволюционного периода СССР унаследовал обширную сеть мусульманских школ — более 1 тысячи медресе и более 10 тысяч мектебов. В 1920-е годы учителя этих школ привлекались к работе в создаваемых советских школах. Однако в 1920-е — начале 1930-х годов в СССР была полностью ликвидирована легальная сеть исламских учебных заведений: все мектебы и медресе были закрыты.
В 1946 году началось восстановление исламского образования в СССР — было открыто медресе «Мир-Араб». В 1946—1988 годах все исламское образование в СССР сводилось к этому медресе (в 1956—1961 годах также действовало медресе Баракхона) и (с начала 1970-х годов) одному исламскому институту в Ташкенте. Это были маленькие учебные заведения (по несколько десятков обучающихся). Кроме того, некоторых мусульманских деятелей в послевоенный период посылали учиться за границу — в исламские институты дружественных СССР арабских стран. Обучать исламу (как и любой иной религии) в послевоенном СССР разрешалось только взрослых. Начальное мусульманское образование — мектебы — до 1988 года в послевоенном СССР отсутствовало.
В Перестройку началось восстановление исламского образования. С 1988 года при Московской соборной мечети действовали курсы по изучению Корана, слушателями которых были только взрослые люди (в 1989 году набрали также детей).

## Советское мусульманское духовенство
Догматически в исламе нет духовенства. Однако в СССР проводить богослужение (в рамках любой конфессии) мог только гражданин, имеющий официальную регистрацию. Поэтому в советских документах зарегистрированное мусульманское духовенство было отдельной категорией граждан. Требование к регистрации разделило служителей мусульманского культа на две категории: «зарегистрированные» служители (в послевоенный период несколько сотен человек) и «бродячие муллы» (несколько тысяч человек).
«Бродячие муллы» были лицами без религиозного образования, которые вели проповедь. Некоторые из них постоянно перемещались из одного населённого пункта в другой. Служили они на частных квартирах, в жилых домах и на открытом воздухе (в том числе на кладбищах). Иногда «бродячие муллы» действовали в тех населённых пунктах, где были официально зарегистрированные мечети.
Возникновение «бродячих мулл» было связано с тем, что советские власти массово отказывали им (как и служителям других конфессий) в регистрации. Проведение обрядов и проповедь без регистрации были запрещены и карались в административном и уголовном порядке. Однако «бродячие муллы» составляли подавляющее большинство мусульманского духовенства. По оценкам советских властей, в начале 1980-х годов «бродячих» было более, чем в 10 раз больше, чем зарегистрированных мулл.
Руководство официальных духовных управлений мусульман относилось к «бродячим муллам» по-разному. Были случаи, когда официальные советские мусульманские лидеры поддерживали «бродячих мулл», но также духовным управлениям приходилось (под давлением советских властей) издавать фетвы, осуждающие «бродячих мулл» и признающих недействительность совершаемых ими обрядов.
«Бродячих мулл» советские власти наказывали. В конце 1940-х годов им давали сроки лишения свободы в уголовном порядке. В 1970-е — 1980-е годы, «бродячих мулл» наказывали, как правило, штрафами до 50 рублей (которые тут же возмещались оштрафованным верующими). Ситуация изменилась в Перестройку, когда требования к регистрации ослабли и началась массовая регистрация мечетей.

## Потомки мусульманских святых и пророка Мухаммеда («белая кость») в советском обществе
В мусульманских местностях СССР, проживали многочисленные потомки мусульманских святых и пророка Мухаммеда (сейидов). Они относились к сословию «ок-суяк» («белая кость»), которое в Средней Азии состояло из следующих групп:
- Сейиды;
- Ходжи — потомки праведных халифов;
- Потомки Чингисхана (только у казахов и киргизов).

К моменту установления советской власти «ок-суяк» составляли заметную часть населения (преимущественно городского) Средней Азии. В середине 1920-х годов на территории бывшего Бухарского эмирата перепись (она проводилась не на всей территории бывшего эмирата) выявила, что «ок-суяк» составляли около 2,3 % населения. «Ок-суяк» занимали в досоветской Средней Азии более высокое положение, чем представители местной светской знати. Например, на сейидов и ходжей не распространялись смертная казнь и телесные наказания. Потомки святых могли заниматься совершенно безнаказанно нарушать установленные правила поведения в обществе (пьянствовать, заглядывать женщинам под паранджу).
Представители «ок-суяк» находились в Средней Азии вне родо-племенных и общинных структур и в обязательном порядке занимали высшие административные должности, составляли значительную часть преподавателей медресе. Из «ок-суяк» происходило много учёных, а также поэтов. При этом «ок-суяк» по традиции не претендовали на светскую власть. Группа «ок-суяк» была замкнутой. В частности, действовали такие ограничения на браки представителей «ок-суяк» с «чернью»:
- Мужчина из «ок-суяк» должен был брать себе жену (желательно первую) из «ок-суяк», а остальных мог брать из «черни»;
- Женщина из «ок-суяк» как правило могла выйти замуж только за мужчину из «ок-суяк» (исключения были редкими и допускались обычно для представителей светской знати).

В сталинский период некоторые потомки мусульманских святых подверглись репрессиям. В соответствие с Декретом ЦИК и Совнаркома Казахской АССР от 28 августа 1928 года из Казахстана (кроме южных районов) были выселены 700 представителей чингизидов — торе.
Однако многие представители «ок-суяк» в период репрессий не только выжили, но и смогли интегрироваться в советское общество, сохранив свой привилегированный статус. Много было «ок-суяк» среди официально зарегистрированного духовенства послевоенной Средней Азии. В 1940-е — 1980-е годы многие потомки мусульманских святых влились в состав советской элиты Средней Азии. Также «ок-суяк» доминировали в культуре, образовании, науке, медицине среднеазиатских республик. Национальные различия для «ок-суяк» не имели существенного значения даже в советский период, когда существовало деление по национальному признаку. Один представитель «ок-суяк» в советский период мог быть записан «узбеком», а его близкий родственник значился по паспорту как «таджик».

## Святые места мусульман в СССР
В СССР насчитывались сотни мусульманских святых мест. Так как с начала 1930-х годов и до конца 1980-х годов хадж из СССР был невозможен (за очень редкими исключениями), то советские мусульмане заменяли хадж паломничеством к советскому святому месту. Аналогичная ситуация была и с паломничеством у других конфессий в СССР. В частности, православные, которые не могли ездить в Иерусалим, посещали цельбоносные источники. В 1959 году на учёте Совета по делам религиозных культов значились 839 функционирующих святых мест (зиярат, аулия).
Политика советских властей по отношению к мусульманским святым местам менялась со временем. В довоенный период шла борьба с паломничеством ко всем святым местам. В конце 1940-х часть святых мест была передана двум официальным мусульманским структурам (Среднеазиатскому духовному управлению мусульман и Духовному управлению мусульман Закавказья) и вполне легально функционировала до конца 1950-х годов. В начале 1960 года в пользовании Духовного управления мусульман Средней Азии и Казахстана находились уже 18 мазаров. В этот период шла борьба только с неофициальными святыми местами.
В период хрущевской антирелигиозной кампании официальные святые места были изъяты государством и началась новая борьба с паломничеством к ним. 28 ноября 1958 года ЦК КПСС принял Постановление «О мерах по прекращению паломничества к так называемым „святым местам“». Этот документ стал началом ликвидации официальных святых мест мусульман. 14 марта 1960 года вышло Постановление Совета министров Узбекской ССР № 220, которое изымало у Духовного управления мусульман Средней Азии и Казахстана 13 мазаров и передавало их Комитету по охране памятников материальной культуры при Совете министров Узбекской ССР. Однако борьба оказалась малоэффективной. Местные органы борьбу зачастую вовсе не вели, но отчитывались в Москву, что её ведут. Борьба была аналогичной борьбе с православными цельбоносными источниками — вплоть до уничтожения святых мест. При этом некоторые мазары брали на учет как памятники материальной культуры.
В конце 1980-х годов борьба с паломничеством ослабла, хадж стал массовым, а количество мусульманских святых мест на территории СССР быстро выросло.

## Ислам у депортированных народов СССР
Религиозные авторитеты сыграли роль в депортациях мусульманских народов. Известно, что Лаврентий Берия накануне выселения чеченцев и ингушей провёл встречу с муллами Чечено-Ингушской АССР, на которой была достигнута договорённость, что мусульманские авторитеты (они знали, что тоже будут выселены) проведут беседы с депортируемыми, чтобы те не оказывали сопротивление войскам при депортации.
Привлекали религиозных авторитетов сотрудники НКВД СССР для того, чтобы уговорить вооружённые мусульманские отряды на освобождённых территориях сложить оружие. Александр Леонтьев сообщал в официальном отчёте о борьбе с бандитизмом на территории освобождённой «бывшей Карачаевской автономной области»:

…через местные авторитеты, духовенство и родственников скрывающихся бандитов осуществлялись мероприятия по разложению действующих банд, отрыву рядовых участников из-под влияния главарей с последующей их легализацией. Вместе с тем проводились оперативно-войсковые операции по ликвидации или изъятию главарей и участников банд, отказывавшихся явиться с повинной и сдать оружие.

Все эти мероприятия дали положительные результаты, а именно: за вторую половину 1943 г. было ликвидировано 116 банд с 1749 участниками
В Грозный 6 июня 1944 года из Казахской ССР прибыли (с согласия советских властей) религиозные авторитеты — уговаривать уклонившихся от депортации чеченцев и ингушей согласиться на депортацию.
В 1945 году ряды спецпереселенцев-мусульман из числа «наказанных народов» пополнились за счёт репатриантов из Европы соответствующих национальностей (как военнопленных, так и гражданских лиц). В сентябре 1945 года начальники ПФП (куда в обязательном порядке поступали репатрианты) получили распоряжение ОПФЛ НКВД ССР, которое предписывало всех поступающих на ПФП (кроме служивших старостами, полицейскими, а также в армиях противника) направлять по национальному признаку (при этом указывалось, что они направлены к месту жительства):
- Чеченцев, карачаевцев, ингушей и балкарцев — в Алма-Ату;
- Крымских татар — в Ташкент.

В дальнейшем эти репатрианты поступали на те спецпоселения, где уже находились депортированные в 1944 году лица их национальностей.
В итоге депортаций 1944 года на спецпоселениях в Казахстане и Средней Азии оказалось много мусульман с Северного Кавказа, Крыма и Закавказья. Согласно Докладной записке Министра внутренних дел СССР С. Н. Круглова от 15 ноября 1946 года на тот момент в Казахской, Киргизской и Узбекской ССР проживали 693855 спецпереселенцев из числа чеченцев, ингушей, карачаевцев, балкарцев, курдов, хемшилов и крымских татар. В той же Докладной записке сообщалось, что среди спецпереселенцев органами МВД СССР было «выявлено и взято на учёт 1003 муллы и других религиозных авторитетов». Советские власти пытались использовать их для «работы среди спецпереселенцев», чтобы религиозные лидеры агитировали мусульман в советском духе. В Докладной записке сообщалось:

Учитывая авторитет мусульманского духовенства среди указанных национальностей, органами власти МВД принимаются меры к отрыву лояльно настроенных к советской власти мулл от реакционной части мусульманского духовенства и использованию их в интересах хозяйственного устройства и закреплению спецпереселенцев в местах поселения. В настоящее время для работы среди спецпереселенцев МВД Казахской, Киргизской, Узбекской ССР привлечено 170 мулл и других религиозных авторитетов
Эта работа приносила плоды. Известно, что часть депортированных участвовала в организованном сборе Духовным управлением мусульман Средней Азии и Казахстана средств в помощь фронту. В 1946 году более 50 мулл и духовных авторитетов вели агитацию среди спецпереселенцев Казахской ССР перед выборами в Верховный совет СССР.
Склонить на свою сторону все чеченское духовенство советским властям не удалось и после 6 лет их проживания спецпоселении. 12 августа 1950 года министр государственной безопасности Казахской ССР А. П. Бызов докладывал своему союзному коллеге В. С. Абакумову следующее о спецпоселенцах из числа чеченцев и ингушей, размещённых на территории Казахстана:

Значительную антисоветскую деятельность проявляют муллы и родовые авторитеты из числа чеченцев и ингушей. Эта активность проявляется в форме антисоветской панисламистско-пантюркистской пропаганды, распространения анонимных писем, якобы получаемых из Мекки, в которых чечено-ингушское население призывается верить, что Турция совместно с Америкой и Англией скоро уничтожат советскую власть и освободят выселенцев-мусульман… Чечено-ингушская интеллигенция, бывшие партийные и советские работники, члены партии в своём большинстве не только не оказывают сопротивления этому, но сами исполняют религиозные обряды и придерживаются феодально-родовых обычаев. Положение женщины в чеченской и ингушской общине почти не претерпело никаких изменений
К представителям депортированных народов советские официальные лица относились с подозрением даже после их официальной реабилитации. В 1956 году Уполномоченный Совета по делам религиозных культов по Киргизской ССР выступил против того, чтобы отправить в хадж двух чеченцев. По мнению Уполномоченного, в поездке чеченцы могли рассказать иностранцам о депортации своего народа.
В конце 1940-х — начале 1950-х годов имели место случаи осуждения чеченцев-спецпоселенцев по религиозным мотивам. Среди чеченцев-спецпоселенцев было распространено убеждение, что шейх Кунта-Хаджи в XIX веке предсказал, что страдания чеченцев прекратятся, когда они окажутся под протекторатом Англии или Турции. В молитвах чеченцы-спецпоселенцы просили Аллаха ускорить это событие. Советские органы отслеживали эти случаи и осуждали последователей шейха Кунта-Хаджи за такого рода высказывания. Их приговаривали к длительным срокам лишения свободы — до 25 лет. Уголовных дел такого рода было множество.
В сентябре 1951 года трое пожилых (самому младшему было 67 лет) чеченских религиозных лидеров были осуждены на 25 лет лишения свободы
В марте 1952 года были осуждены по обвинению в контрреволюционной деятельности четверо чеченцев-спецпоселенцев, проживавших в Джамбуле. Каждый из них получил по 25 лет лишения свободы за то, что они систематически устраивали «религиозные сборища», на которых в молитвах и в религиозной песне утверждали, что власть «безбожников» в СССР погибнет от англичан. По похожему обвинению осудили группу из 10 чеченцев из Фрунзенского района (в том числе муллу). Осуждённых обвинили в том, что они «являлись мусульманскими духовниками и авторитетами реакционных орденов „Кунта-Хаджи“, „Накшбенди“, „Авды“ и „Чимирзы“, систематически устраивали нелегальные сборища мюридов и под видом религиозной деятельности проводили антисоветскую работу». 21 августа 1952 года в Павлодарской области осудили (на 25 лет лишения свободы каждого с конфискацией имущества) четверых чеченцев, которых признали участниками секты Кунта-Хаджи. Несколько десятков спецпоселенцев-чеченцев были осуждены за распространение двух анонимных поэм религиозного содержания.
Пребывание на спецпоселении сопровождалось русификацией прежде всего через систему обязательного школьного образования. Распоряжение Совета народных комиссаров СССР № 13287-рс от 20 июня 1944 года предписывало обучать в школах детей спецпереселенцев (чеченцев, карачаевцев, ингушей, балкарцев и крымских татар) только на русском языке. Сотрудники Отдела спецпоселений выяснили, что подавляющее большинство представителей депортированных мусульманских было неграмотно несмотря на предвоенную коренизацию школы и ликбез. По данным Отдела спецпоселений МВД СССР в 1944 году 59,9 % взрослого населения, депортированного с Северного Кавказа, было неграмотно. Причём уровень неграмотных сильно колебался по депортированным мусульманским народам. Наименьший уровень неграмотных был среди горцев более русифицированного Западного Кавказа, наибольший у чеченцев, ингушей и турок-месхетинцев. Доля неграмотных среди взрослого населения составляла тогда среди депортированных: 45,0 % у карачаевцев, 46,0 % у балкарцев, 62,0 % у турок-месхетинцев, 63,1 % у чеченцев, 65,0 % у ингушей.
Пребывание на спецпоселении приводило к постепенной утрате мусульманами из высланных народов религиозной практике. Так, большинство крымских татар (они пробыли в Средней Азии более 40 лет) к моменту репатриации в конце 1980-х годов воспринимало ислам как часть культуры своего народа, не соблюдало пятикратный намаз и не знало арабского языка. У крымских татар к концу 1980-х годов единственным коллективным обрядом был джаназа-намаз (похоронный), который проводили муллы-самоучки.

## Изменения в религиозной практике
Изменения в религиозной практике ислама в СССР были связаны с объективными реалиями советской власти. Во-первых, некоторые мусульманские обычаи оказались под прямым запретом советских властей - например, многоженство. Во-вторых, некоторые мусульманские обряды стало объективно невозможно исполнять. Так практически прекратился до конца 1980-х годов хадж, один из «пяти столпов ислама». В-третьих, большие группы советских мусульман оказывались в условиях, когда они не могли исполнять обряды. Например, призывники-мусульмане не могли соблюдать намаз, а также пост. Наконец, почти полная ликвидация мусульманского образования (и мусульманского книгоиздания) привела к тому, что зачастую не было людей, которые могли бы объяснить верующим как правильно исполнять обряды. Кроме того, перевод алфавитов мусульманских народов на кириллицу привел к тому, что советские мусульмане в послевоенный период не могли получать информацию из дореволюционной религиозной литературы.
Американский историк Адиб Халид, живший в советской Средней Азии, констатировал, что в этом регионе под исламом часто верующие понимали национальные обычаи, которые «отличали коренных жителей Средней Азии от остального населения и считались „мусульманскими“ не столько потому, что строились вокруг религиозных ритуалов, столько потому, что некоренные жители их не праздновали». С этими обычаями было связано то, что к концу советского периода значительная часть верующих (и соблюдающих обряды) мусульман даже Средней Азии, где до 1917 года существовали сотни религиозных школ, не знали молитв. Халид отметил, что мало кто из верующих мог совершить намаз, а многие не могли воспроизвести даже шахаду.

## Мусульманские издания в СССР
Особенностью мусульманской (как и в целом религиозной) печати в СССР было то, что с определенного момента все типографии были под контролем государства. Поэтому вся печать контролировалась властями.
Мусульманская издательская деятельность пережила несколько периодов. В 1920-е годы в СССР издавалось несколько мусульманских периодических изданий. К 1930 году все они перестали выходить. После войны некоторое время (до 1948 года) в СССР выходил «Журнал Духовного управления народов Средней Азии и Казахстана». Следующие 20 лет в СССР не было мусульманской периодики. В 1968 году стал выходить (ориентированный на заграницу) журнал «Мусульмане Советского Востока», который стал единственным периодическим изданием советских мусульман на протяжении следующих 20 лет.
Мусульманское легальное книгоиздание в СССР кратковременно существовало в 1920-е годы — власти разрешили напечатать афтияк (15 тысяч экз.) и брошюру «Вера ислама» (12 тысяч экз.). В 1920-е годы также было нелегальное мусульманское книгоиздание. В послевоенном СССР вновь возникло легальное мусульманское книгоиздание: начали издавать Коран, альбомы и книги о жизни советских мусульман для распространения за рубежом, а также календари. В Перестройку в СССР появилось частное мусульманское книгоиздание, а также хлынул поток мусульманской литературы (в основном на русском языке) из-за рубежа.
В 1989—1990 годах лишь в одной Саудовской Аравии были открыты пять типографий для издания мусульманской религиозной литературы на русском языке. Такие же типографии заработали в Турции и ОАЭ. Объём выпускаемой ими мусульманской русскоязычной литературы был велик, причём книги выходили с пометками о том, что они предназначены исключительно для бесплатного распространения. Только пять саудовских типографий в 1991 году напечатали 391 наименование мусульманской религиозной литературы на русском языке суммарным тиражом в 2 млн экземпляров.

## Внешнеполитическая деятельность
Мусульманские страны рассматривались в СССР как территории, которые могут перейти к социализму. Кроме того, поддержка национально-освободительного движения в мусульманских странах должна была ослабить противников СССР — Англию (до Второй мировой войны) и США (после Второй мировой войны). Поэтому в 1920-е годы СССР использовал своих мусульманских лидеров для установления контактов с мусульманскими странами (Египтом, Хиджазом и другими).
В конце 1920-х годов власти СССР пытались использовать хадж для получения поддержки мусульман колониальных и зависимых стран. Советские представители массово выдавали транзитные паспорта паломникам в Персии, Афганистане и Синьцзяне, которых перевозили из Одессы (дореволюционного транзитного центра хаджа) на советских пароходах, советский консул в Джидде предлагал поддержку паломникам. По сути советская власть восстановила дореволюционную инфраструктуру хаджа. При этом интерес к хаджу появился в Народном комиссариате иностранных дел и был связан с тем, что Мекка рассматривалась как важный пункт советско-британского соперничества.
Кампания по иностранному хаджу началась в СССР в 1926 году, когда в Советский Союз стали пускать иностранных паломников-мусульман, при этом служащие Совторгфлота говорили о возрождении инфраструктуры царской эпохи. Транзит паломников-иностранцев был не новым — через территорию Царской России ежегодно в хадж ездили не менее 30 тысяч паломников-иностранцев (в том числе из Афганистана и Индии), которые приносили в казну миллионы рублей. Тем не менее, восстановить этот транзит до дореволюционного уровня не удалось — в 1927 году Совторгфлот перевез из Одессы в Джидду только 1200 паломников (в основном из Синьцзяна). Данная кампания встретила противодействие со стороны властей Синьцзяна, а также Великобритании (в частности, была введена 50 % скидка на билеты на британские суда, следовавшие в хадж). Транзитная кампания сопровождалось массовой рекламой с советской стороны. Однако кампания по хаджу оказалась очень короткой. В 1929 году Главлит запретил печатать плакаты Совторгфлота. В 1930 году советская кампания хаджа прекратилась.
В послевоенный период на фоне деколонизации исламский фактор использовался для привлечения в сферу влияния СССР освободившихся мусульманских стран. В 1960-е — 1980-е годы в СССР часто ездили мусульманские духовные лидеры из арабских стран, которым советские власти показывали, что в Советском Союзе есть свобода исповедания для ислама, а советские мусульманские республики процветают.
Кроме того, в конце 1940-х — 1980-е годы советские мусульманские духовные лидеры (как и главы иных конфессий) должны были участвовать в «борьбе за мир»: подписывать разные декларации за разоружение и с осуждением агрессии капиталистических стран. Эта борьба финансировалась за счет фактически принудительных взносов советских духовных управлений мусульман и представителей зарегистрированного мусульманского духовенства в Фонд мира.
Для работы с единоверцами за рубежом был в ходе конференции мусульман СССР в Ташкенте в 1962 году учрежден Отдел по международным связям, который номинально был создан (и финансировался) всеми четырьмя советскими Духовными управлениями мусульман, но фактически подчинялся Совету по делам религиозных культов. Советские мусульманские духовные лица (как и духовные лица иных конфессий) выезжали за границу, где рассказывали единоверцам о том, что в СССР мусульманские народы процветают и могут свободно отправлять обряды. С 1963 по 1984 годы представители советских духовных управлений мусульман совершили 123 поездки в 51 страну. Духовное управление мусульман Европейской части СССР и Сибири за один 1973 год в Уфе приняло четыре иностранные мусульманские делегации.
Кроме того, советские мусульманские духовные лидеры поддерживали арабские страны в борьбе с Израилем. В 1967 году муфтий САДУМ Зияуддин Бабаханов по ташкентскому радио осудил агрессию Израиля в ходе «Шестидневной войны». Антиизраильские резолюции принимались советскими мусульманскими лидерами в некоторых случаях совместно с представителями других конфессий СССР. В сентябре 1980 года в Ташкенте прошла конференция «XV век Хиджры должен стать веком мира и дружбы между народами!», в которой приняли участие как мусульманские авторитеты (в том числе из других стран), так и представители немусульманских конфессий СССР — лютеран, православных, католиков, буддистов. Делегаты конференции приняли «Заявление по Иерусалиму», «Заявление о солидарности с палестинским и ливанскими народами» и «Обращение ко всем мусульманам Земли», в которых была чёткая антиизраильская позиция. Глава Духовного управления мусульман Закавказья Аллахшукюр Паша-заде неоднократно выезжал в зону афганского конфликта, где вёл переговоры с лидерами моджахедов об освобождении советских военнопленных.
Участие советских мусульманских лидеров во внешней политике (несмотря на высокие затраты духовных управлений) в 1960-е — 1970-е годы имело для советской мусульманской общины положительные последствия. Во-первых, советская власть была вынуждена разрешать ремонтировать те мусульманские объекты (в частности, мечети), которые приходилось показывать иностранцам-мусульманам. Во-вторых, совместное участие советских мусульман и лидеров иных конфессий в различных конференциях приводило к межконфессиональному диалогу и к терпимости между служителями разных религий. В-третьих, советской власти пришлось разрешить мусульманских духовным управлениям издавать Коран, а также (с рядом ограничений) организовывать хадж.

## Диалог с другими конфессиями
В послевоенный период происходит сближение лидеров всех зарегистрированных конфессий СССР. Сближение шло в рамках «борьбы за мир», которую были обязаны вести все зарегистрированные религиозные организации. В мае 1952 года в Троице-Сергиевой лавре прошла Первая конференция представителей всех Церквей и религиозных объединений в СССР, в работе которой приняли участие 74 делегата: от христианских церквей (православные, армяно-григориане, старообрядцы, протестанты), мусульмане, иудеи и буддисты.
Вторая конференция представителей всех религий СССР, прошла 1 — 4 июля 1969 года — в Троице-Сергиевой
Лавре под девизом «За сотрудничество и мир между народами». Она была более представительная, чем первая.
В ней приняло участие уже 175 делегатов, среди которых, были представители как советских духовных управлений мусульман, так и мусульмане-иностранцы из Сирии (в том числе верховный муфтий этой страны Ахмед Кефтару), Марокко, Иордании, Югославии, Гайаны и Сенегала.
16 октября 1970 года делегация советских мусульман во главе с Зияутдином Бабахановым приняла участие в учредительной конференции Всемирной конференции религий за мир в Киото. В 1980 году Святейший Патриарх Московский и всея Руси Пимен и Митрополит Крутицкий и Коломенский Ювеналий поздравили советских мусульманских лидеров с наступлением XV века по мусульманскому календарю.
По инициативе Пимена с 10 по 14 мая 1982 года прошла Московская Всемирная конференция «Религиозные деятели за спасение священного дара — жизни — от ядерной катастрофы», которая собрала 590 делегатов из 90 стран, причём почётным членом президиума конференции стал тяжелобольной муфтий Зияуддин Бабаханов. Делегаты конференции выступили против политики Израиля и призвали освободить Иерусалим. Встречи представителей Церквей и религиозных объединений Советского Союза прошли 18 ноября 1986 года и 7 декабря 1989 года.
Русская православная церковь стала посредником на проходивших в швейцарском Монтрё переговорах по урегулированию армяно-азербайджанского конфликта между Католикосом всех армян Вазгеном I и председателем Духовного управления мусульман Закавказья азербайджанцем Аллахшукюр Пашазаде.
В советский период в значительной мере исчезли противоречия внутри ислама: между суннитами и шиитами. Представители этих направлений ислама оказались объединены в «общие» территориальные Духовные управления. Возможно поэтому суннитское меньшинство даже современного Азербайджана участвует в процессиях шиитов на Ашуру.

## Доходы и расходы мусульманских общин СССР
Структура доходов мусульманских общин СССР существенно отличалась от структуры доходов приходов Русской православной церкви, где основные поступления поступали от реализации свечей. Послевоенные мусульманские общины имели два основных источника дохода — добровольные пожертвования верующих (особенно в дни религиозных праздников) и в меньшей степени плата за проведение разного рода обрядов (наречение имени, никах и похороны). Например, в Ульяновской области, мусульманские общины в 1977—1987 годах от пожертвований получали 68 — 92 % своих доходов, а от исполнения религиозных обрядов 3 — 32 % доходов, а иных источников поступлений официально не имели. Вакфы существовали в 1920-е годы, но были запрещены и конфискованы советскими властями. На практике вакф встречался в послевоенный период в форме пожертвований в мечеть движимого имущества. Известны такие пожертвования в мечети Ульяновской области в 1950-е — 1980-е годы в виде предметов домашнего обихода (одеял, ковров и прочего), крупных сумм денег.
Советские власти проводили специальные ревизии имущества религиозных организаций (оно юридически вне зависимости от источника приобретения считалось государственным). Так, в 1987 году специальная комиссия Министерства культуры Татарской АССР взяла на учёт и паспортизировала все представлявшие ценность предметы старины и отметила, что мусульманские объединения «не располагают предметами культа, имеющими историческую и культурную ценность, тем не менее, в некоторых из них сохранились старинная религиозная литература, дорогостоящие ковры и т. п.»
Структура доходов мусульманских общин существенно изменилась уже в довоенный период. Исчезли выплаты на содержание религиозных школ, но весьма обременительными стали налоги и страховые взносы (культовые здания обязательно страховались с 1924 года).
В послевоенный период статьи расходов мусульманских общин были следующие:
- Заработная плата. В мечети она выдавалась мулле, сторожам и уборщицам, а в богатых общинах также председателю исполнительного органа;
- Командировочные выплаты и почтовые расходы;
- Отчисления в территориальное духовное управление мусульман;
- Хозяйственные расходы;
- Расходы на коммунальные услуги (включая налоги и страховые взносы) и обслуживание мечетей;
- Расходы на религиозные нужды — приобретение мусульманского календаря, похоронных носилок, тканей для завёртывания тела умершего;
- Отчисления в Фонд мира, Фонд охраны памятников истории и культуры,;
- Отчисления в Отдел международных связей;
- На совершение паломничества;
- Запрещённые законом небольшие выплаты на благотворительные нужды верующим.

Государственные органы в лице Уполномоченных Совета по делам религиозных культов (позднее Совета по делам религий) тщательно контролировали финансово-хозяйственную деятельность зарегистрированных мусульманских общин. Контроль имели две цели — добиться снижения расходов общины на религиозные нужды и увеличения отчислений в советские фонды. Финансовые отчёты каждая зарегистрированная мусульманская община представляла 1 раз в квартал, также по итогам каждого полугодия и по итогам каждого года. Иногда власти проводили проверки финансовой деятельности мусульманских общин.
Несмотря на все ограничения размеры доходов советских мусульманских общин в 1966—1986 годах существенно возросли. Так суммарный доход всех мусульманских общин Ульяновской области в 1966 году составил 6679 руб., а в 1986 году — 68957 руб.. То есть за 20 лет доходы мечетей увеличились более, чем в 10 раз. Власти проводили изъятие этих доходов через налоги и добровольно-принудительные взносы. Сумма изъятия возрастала по мере увеличения доходов. Это явление называлось в официальных советских документах «снятие жировых отложений» и практиковалось в отношении всех религиозных организаций. Ежегодные расходы мусульманских общин Ульяновской области возросли в 1966—1986 годах с 6299 руб. до 80561 руб..
Смягчение государственной политики в отношении религиозных организаций в 1989—1991 годах привело к ряду изменений. Во-первых, резко увеличились доходы мечетей. Если в 1986 году мусульманские общины Ульяновской области получили 68957 руб. доходов, то в 1989 году — уже 114858 руб.. Во-вторых, с 1990 года перестали выплачивать добровольно-принудительные взносы в советские фонды. В-третьих, началось массовое строительство мечетей. В-четвёртых, появились расходы на издание литературы, были легализованы благотворительные выплаты.

## Антиисламская пропаганда в СССР
Антиисламская пропаганда в СССР существовала (как часть атеистической пропаганды) на государственном уровне на протяжении всего советского периода и включала печатную пропаганду (плакаты, листовки, газеты и т. д.), антиисламские сюжеты в советских кинофильмах, работу атеистических организаций среди верующих мусульман. Большую роль в антиисламской пропаганде играли советские атеистические организации.
Антиисламской пропагандой уже в начале 1920-х годов стал активно заниматься Союз воинствующих безбожников, у которого была специальная организация по антиисламской пропаганде — общество «Данлияр». С 1928 года Союз воинствующих безбожников издавал антиисламский журнал «Худосизлар» («Безбожники»).
Антиисламская пропаганда в СССР соединялась с борьбой за «освобождение» мусульманской женщины — кампаниями по снятию чадры, паранджи и хиджабов, борьбой с многоженством и калымом. В этом плане в советский период были достигнуты большие успехи — был снят ряд кинофильмов, которые призывали к открытию лица мусульманской женщины, к ее вовлечению в общественное производство. Показывались примеры успешных мусульманских женщин, которые порвали с исламом и заняли руководящие посты (например, «Дочь степей»).

## Изучение ислама в СССР
До 1917 года ислам активно изучался российскими востоковедами. В период Гражданской войны экономическое положение в стране ухудшилось и на издание научной литературы по исламу не было ни денег, ни ресурсов. После Второй мировой войны советские государственные издательства выпустили ряд научных исследований по исламу и культуре мусульманских стран и народов. В советский период возникло больше количество научных учреждений и высших учебных заведений, которые занимались изучением этнографии, литературы мусульманских народов СССР. В 1960-е — 1970-е годы интерес советских учёных к исламу возрос в связи с деколонизацией, которая привела к появлению новых союзников СССР из числа освободившихся стран с мусульманским населением. В 1960-е- 1980-е годы в СССР были переизданы труды дореволюционных исламоведов. При этом тиражи книг по исламу в 1980-е годы возросли.
В советский период сложилась определённая территориальная специализация востоковедческих (а стало быть и исламоведческих) исследований. Историк-востоковед В. О. Бобровников выявил в советском востоковедении (1930-х — 1980-х годов) следующее разделение:
- Научно-исследовательские институты и академии наук союзных республик изучали восточные окраины СССР;
- Зарубежный древний и средневековый Восток изучали в Ленинграде;
- Зарубежный Восток нового и новейшего времени изучали в Москве.

Особенностью советского исламоведения было повышенное внимание к «доисламским верованиям» мусульманских народов. Это сильно затрудняло изучение ислама. По мнению исследователя В. А. Кореняко, советская академическая наука при изучении любого мусульманского народа Средней Азии, Казахстана, Поволжья, Кавказа занималась поиском и интерпретацией «доисламских верований», а роль ислама в культуре этих народов почти не изучала.
Позитивным моментом для ислама в СССР были научные издания и новые переводы Корана на русский язык. К 1987 году в СССР вышли два русских перевода Корана (1963 и 1986 годы, оба И. Ю. Крачковского). Перевод Корана удалось издать с трудом. И. Ю. Крачковский закончил перевод в 1928 году, но опубликован он был впервые только в 1963 году — уже после смерти переводчика.

## Мусульманское диссидентство в СССР
Участие мусульман в советском диссидентском движении 1960-х — 1980-х годов было незначительным несмотря на большое количество незарегистрированных мулл. Историк Людмила Алексеева в своей ставшей классической книге по истории советского диссидентства не фиксирует ни одного случая, когда среди диссидентов были лица, требовавшие прекратить гонения на ислам.
Имели место выступления отдельных представителей мусульманского духовенства и верующих против антирелигиозной политики советских властей. 14 марта 1975 года несколько верующих Казани (З. Минвалеев, А. Саматов и другие) через «громкоговорящее устройство» мечети Марджани «выступили перед верующими с призывами не подчиняться положениям законов о культах, требуя от органов власти предоставления мусульманским активистам полной свободы проповеднической деятельности среди населения». Резкими выступлениями в 1980-е годы против советских порядков отличался имам Чистопольской мечети Н. М. Мофлюхунов, который принадлежал к советскому поколению духовенства: родился в 1931 году, не окончил курс медресе «Мир-Араб», в 1973 году совершил хадж. Мофлюхунов в проповедях выступал против пьянства, критиковал «красные свадьбы», отказывался отпевать погибших при исполнении воинского долга, осуждал смешанные браки, дружбу народов. Бывший председатель Духовного управления мусульман Европейской части СССР муфтий Габдельбарый Исаев написал на Мофлюхунова жалобу Уполномоченному Совета по делам религий по Татарской АССР с просьбой разобраться в «антиобщественных» действиях муллы и принять меры вплоть до снятия Мофлюхунова с поста имама. 28 января 1980 года Мофлюхунов получил предписание с предупреждением о том, что при продолжении своих действий он будет снят с регистрации «за грубые нарушения советского законодательства». Мофлюхунов вину не признал, вернул предписание с припиской, что «никого не подстрекал против власти». Вскоре Мофлюхунов написал Уполномоченному Совета по делам религии письмо с критикой:

Почему около мечети, которая построена 130 лет тому назад, построили горком?.. Прекратите оказывать на нас давление через ДУМЕС, горсовет, КГБ, ОБХСС
Новый председатель Духовного управления мусульман Европейской части СССР Т. С. Тазеев направил в Чистополь комиссию из членов Духовного управления. Однако Мофлюхунов не допустил комиссию в мечеть Чистополя. Мофлюхунов был вызван в исполнительный комитет городского совета народных депутатов, но отказался там сдавать свидетельство о регистрации. В Чистополе произошёл раскол общины верующих мусульман (она состояла из 200 человек, из которых только около 80 посещали мечеть). 20 человек из числа противников Мофлюхунова отделились и стали совершать богослужения в частном доме. При этом в Чистополь регулярно приезжали представители советских органов, а самого Мофлюхунова неоднократно вызывали в Казань (куда он не являлся). При этом Мофлюхунов оставался имамом.
В 1986 году Уполномоченный докладывал председателю Совета по делам религий Константину Харчеву

Руководящее ядро общины ставит свою деятельность вне советских законов и контроля со стороны органа советской власти. Причиной этого является антиобщественная деятельность имама Чистопольской мечети Н. М. Мофлюхунова, который в течение последних лет под прикрытием религии ведёт националистическую обработку верующих, призывает к строгому соблюдению канонов ислама, приобщению детей к религии, ограничению прав и свобод женщин, отказу от общественно-полезного труда и т. д. По своим взглядам он стоит на позициях политико-религиозного сектантского течения «ваххабизм» и крайне негативно относится к советской действительности
Был предложен ряд мер по борьбе с группой Мофлюхунова, но он снят с должности не был и не был привлечён к уголовной ответственности. Мофлюхунов переехал в Казань, где умер в 2012 году.
Диссидентом стал бывший имам-хатыб Ленинградской соборной мечети Хафиз Махмутов. В 1977 году он был отстранён от этой должности председателем Духовного управления мусульман Европейской части СССР и Сибири Габдельбарыем Исаевым. Диссидентство Махмутова таким образом было вынужденным. Махмутов и его жена на их квартире обучали частным образом исламскому вероучению. В 1983 году Махмутов обратился к Генеральному секретарю ЦК КПСС Ю. В. Андропову с письмом об изменении положения верующих в СССР. После этого 25 апреля 1983 года Махмутов и его жена из приёмной Председателя Президиума Верховного совета СССР были отправлены на принудительное психиатрическое лечение. Махмутов пробыл в психиатрической больнице 3 месяца, а его жена — около 6 месяцев. После освобождения Махмутов продолжал преподавание вероучения и совершал мусульманские обряды в качестве нелегального муллы.
Многие «бродячие муллы» не были настроены против советской власти. Известны случаи, когда верующие во время незаконных коллективных молитв провозглашали «здравие руководителям партии и правительства». В августе 1986 года был арестован Абдулло Саидов за требование установить в Таджикской ССР исламское государство. У здания МВД в Курган-Тюбе власти разогнали толпу, требовавшую освобождения Саидова. При этом Саидов предлагал верующим обратиться к съезду компартии с таким предложением.

## Влияние советского периода на ислам постсоветских стран
По мнению американского историка Адиба Халида, советское ограничительное религиозное законодательство (Постановление 1929 года) во многом сохранилось в праве постсоветских стран Средней Азии. Халид привёл ряд примеров законодательства о религиозных культах независимых Казахстана, Узбекистана, Туркменистана, Таджикистана и Кыргызстана, которые повторяли ограничительные нормы советского Постановления 1929 года. На основании этого, Халид заключил: «многие его положения живы до сих пор».